# Leo Pinsker

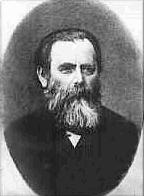
Leo Pinsker

Leo Pinsker (häufigere Namensvariante: Leon Pinsker; auch: Juda bzw. Jehuda Löb oder Leib Pinscher, jiddisch לעאָן פינסקער Leon Pinsker, hebräisch יהודה לייב פינסקר Jehūdah Lejb Pīnsker; geboren am 13. Dezemberjul. / 25. Dezember 1821greg. in Tomaszów Lubelski, damals Königreich Polen im Russischen Kaiserreich; gestorben am 9. Dezemberjul. / 21. Dezember 1891greg. in Odessa) war ein Arzt und Journalist sowie  Wegbereiter des Zionismus.

## Leben
Der jüdische Arzt Leon Pinsker – der Sohn von Simcha Pinsker – der ursprünglich Rechtsanwalt werden wollte, aber einsehen musste, dass ihm als Juden eine Karriere als Jurist verwehrt bleiben würde, kam von der Befürwortung der Assimilation zur Betonung einer jüdischen Nationalität und jüdischen Selbständigkeit und Emanzipation.

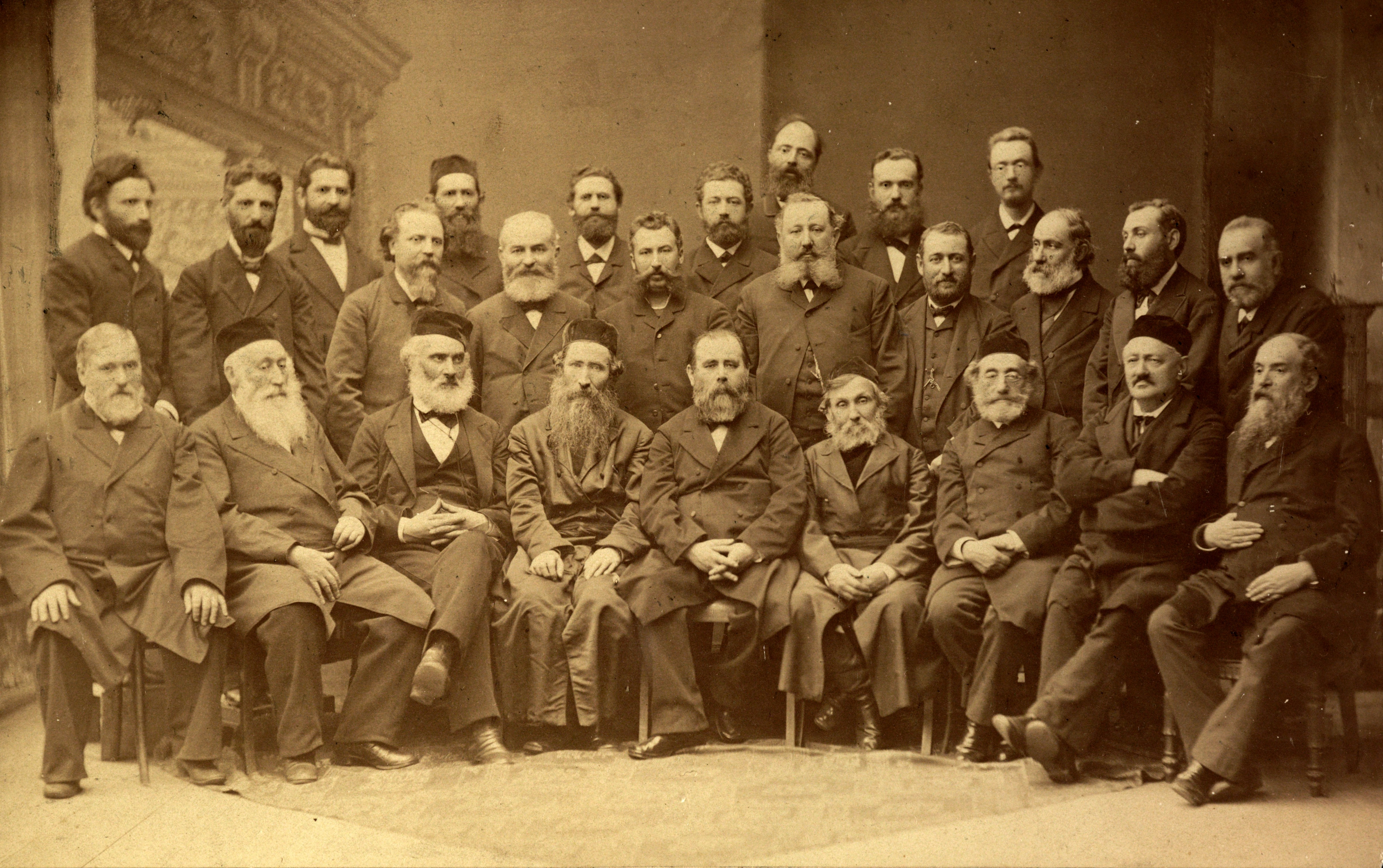
Teilnehmer der Kattowitzer Konferenz 1884. In der Mitte der ersten Reihe Rabbi Samuel Mohilever und Leo Pinsker

Unter dem Eindruck der Pogrome im Russischen Kaiserreich nach dem Attentat auf Alexander II. thematisierte er mit seiner Schrift Autoemancipation! Mahnruf an seine Stammesgenossen von einem russischen Juden (1882) erstmals in aller Klarheit jene schon früher (von Moses Montefiore, dann Moses Hess 1862 mit Rom und Jerusalem u. a.) immer wieder einmal erhobene Forderung nach einem jüdischen Nationalstaat, die 1897 mit der maßgebend von Theodor Herzl formulierten Basler Erklärung zur Hauptforderung des politischen Zionismus wurde.
Pinsker reagierte damit auf den damals immer aggressiver auftretenden Antisemitismus in Europa (vor allem in Russland). Ursprünglich riet er den Juden zur Assimilation und ermutigte sie, Russisch zu sprechen. Als 1881 in Odessa Pogrome ausbrachen, waren die Juden verunsichert; die Assimilationsbestrebungen hörten auf. Der von der Regierung unterstützte
Antisemitismus veranlasste Pinsker, sich der Situation zu stellen. Er betrachtete die Aufklärung und die Haskala-Bewegung nicht länger als adäquat für die russischen Juden und glaubte nicht mehr daran, dass allgemeiner Humanismus ein Mittel sei, dem Judenhass zu begegnen.
Leo Pinsker hatte unter dem Eindruck der Pogrome in Russland 1881 ganz Europa bereist. Er sah in dem Umsichgreifen des Antisemitismus gerade in den „aufgeklärten“ Ländern eine „Judäophobie“, also eine Geisteskrankheit, in der sich gegenseitig verstärkende „Gewissheiten“ eine kollektive mentale Störung anzeigten („Die Judophobie ist eine Psychose. Als Psychose ist sie hereditär, und als eine seit zweitausend Jahren vererbte Krankheit ist sie unheilbar“). Es handele sich um eine Gespensterfurcht, die daher herrühre, dass das jüdische Volk in der unheimlichen Gestalt eines Toten unter den Lebenden wandele. Sie könne nur überwunden werden, wenn die gespenstische Form der jüdischen Existenz aufhöre. Dafür gebe es nur einen Weg, den der nationalen Auferstehung des jüdischen Volkes.
In seinem 1882 erschienenen Werk Autoemanzipation folgerte er daraus die Notwendigkeit eines eigenen jüdischen Landes und wurde damit zum Pionier des Zionismus. Pinsker wurde Vorsitzender der Bewegung, die sich Chibbat Zion (Zionsliebe) nannte. Obwohl es innerhalb der Bewegung zu Parteikämpfen kam, blieb Pinsker durch die Unterstützung Baron Edmond de Rothschilds weiterhin im Dienst der Organisation.
In Deutschland lehnten die meisten Juden die von Pinsker propagierte Haltung ab, sie zogen es weiterhin vor, den Versuch zu unternehmen, für ihre Integration und Anerkennung zu kämpfen. Das Berliner Komitee der Organisation der russisch-ukrainischen Zionisten im Ausland (Organisazija russko-ukrainskich sionistow sagranizei) führte im Januar 1922 eine Versammlung zum hundertjährigen Geburtstag Pinskers durch, mit Reden von Chaim Bjalik, Kurt Blumenfeld, Heinrich Loewe, Vladimir Temkin, Israel A. Trivus.
Pinskers letzte Tage waren gekennzeichnet von Pessimismus und offizieller Ablehnung der jüdischen Einwanderungspläne bezüglich Palästinas (Pinsker hatte zuvor noch Möglichkeiten der Ansiedlung in Argentinien geprüft). Leon Pinsker starb 1891 in Odessa.
1934 wurden seine sterblichen Überreste auf dem Skopusberg in Jerusalem bestattet.
Theodor Herzl kannte Pinskers Schriften nicht vor Ende 1895.
1883 wurde er Ehrenmitglied der Kadimah.

## Schriften
- Anon. [L. Pinsker]: „Autoemancipation!“ Mahnruf an seine Stammesgenossen von einem russischen Juden. Berlin: Issleib, 1882